# Arancia navel
Con il termine di arancia navel si indica in modo generico una varietà di arancia che presenta un frutto gemello  all'interno della buccia, non sviluppato e localizzato al polo apicale, opposto rispetto al picciolo.
Le varietà di Citrus sinensis che contengono un frutto gemello sono Brasiliano, Washington Navel, Navelina, Thompson, Navelate, Golden Buckeye, Cara Cara, Fukumoto, Riverside.
La prima varietà di arancia navel è stata sviluppata presso un monastero in Brasile (stato di Pernambuco) nel 1820 a partire da una singola mutazione. Tale mutazione dà vita ad una seconda arancia, che cresce come un gemello ma in uno spazio decisamente più ristretto. Dall'esterno, in corrispondenza del secondo frutto, la buccia presenta un incavo che ricorda l'ombelico (navel in inglese).
Altra fonte riferisce la mutazione come avvenuta in Brasile verso il 1860, nello Stato di Bahia, nella proprietà di un contadino.